# Kermoroc'h
Kermoroc'h é uma comuna francesa na região administrativa da Bretanha, no departamento Côtes-d'Armor. Estende-se por uma área de 6,09 km². Em 2010 a comuna tinha 458 habitantes (densidade: 75,2 hab./km²).